# Red Bull RB8
Der Red Bull RB8 ist der achte Formel-1-Rennwagen von Red Bull Racing. Er wurde in der Formel-1-Saison 2012 eingesetzt, Motorenlieferant war wie im Vorjahr Renault. Am 6. Februar 2012 wurde er auf der Teamwebsite vorgestellt.
Mit diesem Rennwagen verteidigte Sebastian Vettel seinen Weltmeistertitel sowie Red Bull die Konstrukteursmeisterschaft.

## Technik und Entwicklung
Der Red Bull RB8 war das Nachfolgemodell des Red Bull RB7. Es war die dritte Evolutionsstufe des Red Bull RB5, auf dem alle Red-Bull-Modelle bis 2013 aufbauten. Eine Auffälligkeit des Autos war der „Höcker“ im Bereich der Vorderradaufhängung der allerdings einen kleinen Schlitz hatte. Das Fahrzeug entstand, wie auch seine Vorgängermodelle, unter der Leitung von Adrian Newey.
Das Getriebe war eine Red-Bull-Eigenkonstruktion, den Treibstoff und die Schmierstoffe lieferte Total. Der Motor vom Typ RS27-2012 war 750 PS stark und stammt von Renault. Die Reifen stellte wie bei allen anderen Teams Pirelli bereit.

## Lackierung und Sponsoring

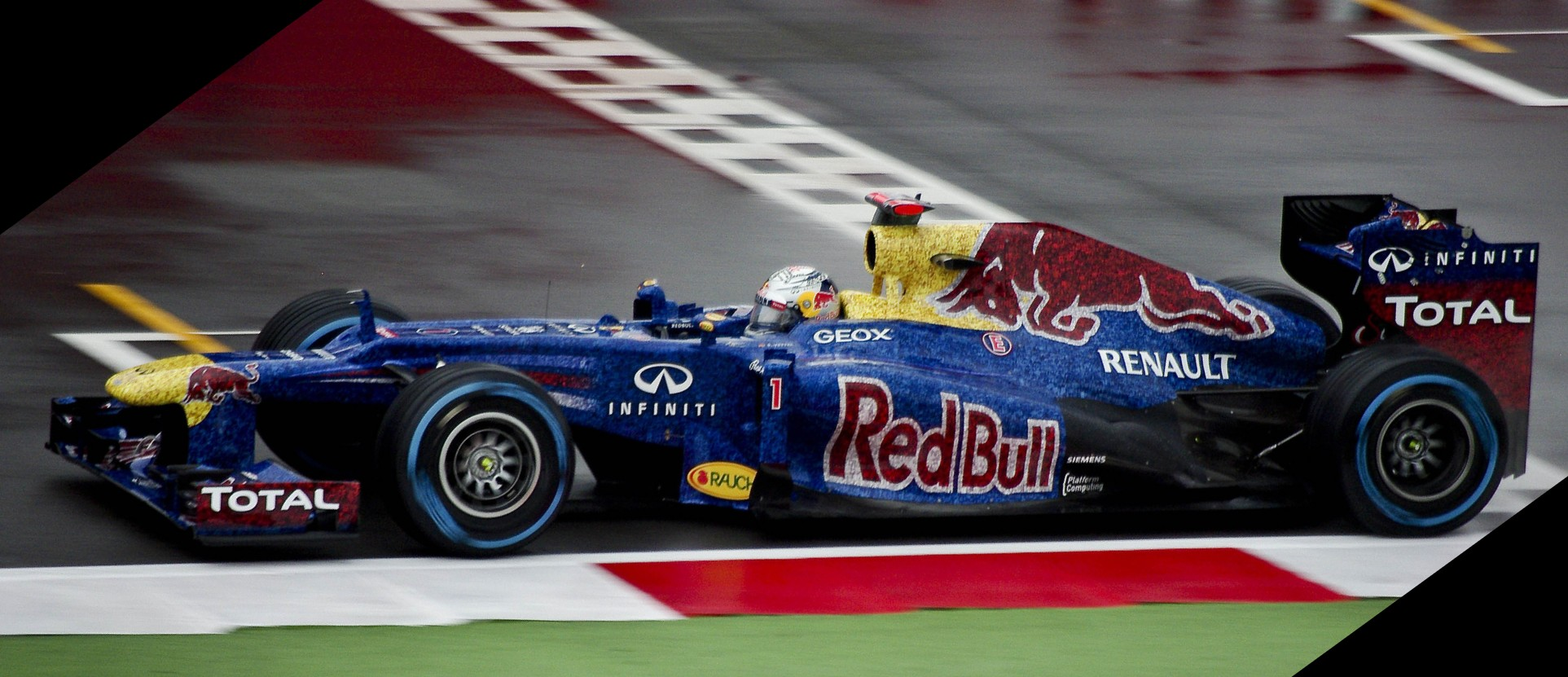
Der RB8 mit der Sonderlackierung zur Spendenaktion Faces for Charity

Die Grundfarbe des Red Bull RB8 war Dunkelblau. Auf dem Fahrzeug waren großflächige Sponsorenaufkleber von Red Bull platziert: auf der Motorhaube und dem Frontflügel das Red-Bull-Logo, auf den Seitenkästen der Red-Bull-Schriftzug. Weitere Sponsoren auf dem Fahrzeug waren Infiniti, Rauch, Renault und Total.
Beim Großen Preis von Großbritannien hatte Red Bull auf dem RB8 für die Aktion Faces for Charity eine Sonderlackierung aufbringen lassen. Wie auch schon im Jahr 2007, beim Großen Preis von Großbritannien, wurden alle Fotos der spendenden Personen auf dem gesamten Fahrzeug verteilt. Mit dieser Aktion unterstützte Red Bull die Stiftung für Rückenmarkforschung Wings for Life.

## Fahrer
Das Team hielt zur Saison 2012 an dem Fahrerduo Sebastian Vettel und Mark Webber fest. Test- und Ersatzfahrer war Sébastien Buemi.

## Ergebnisse
| Fahrer               | Nr.                  | 1 | 2  | 3 | 4 | 5  | 6 | 7 | 8   | 9 | 10 | 11 | 12 | 13  | 14 | 15 | 16 | 17 | 18  | 19  | 20 | Punkte | Rang |
| -------------------- | -------------------- | - | -- | - | - | -- | - | - | --- | - | -- | -- | -- | --- | -- | -- | -- | -- | --- | --- | -- | ------ | ---- |
| Formel-1-Saison 2012 | Formel-1-Saison 2012 |   |    |   |   |    |   |   |     |   |    |    |    |     |    |    |    |    |     |     |    | 460    | 1.   |
| S. Vettel            | 1                    | 2 | 11 | 5 | 1 | 6  | 4 | 4 | DNF | 3 | 5  | 4  | 2  | 22* | 1  | 1  | 1  | 1  | 3   | 2   | 6  | 460    | 1.   |
| M. Webber            | 2                    | 4 | 4  | 4 | 4 | 11 | 1 | 7 | 4   | 1 | 8  | 8  | 6  | 20* | 11 | 9  | 2  | 3  | DNF | DNF | 4  | 460    | 1.   |

| Legende  | Legende            | Legende                                                          |
| Farbe    | Abkürzung          | Bedeutung                                                        |
| -------- | ------------------ | ---------------------------------------------------------------- |
| Gold     | –                  | Sieg                                                             |
| Silber   | –                  | 2. Platz                                                         |
| Bronze   | –                  | 3. Platz                                                         |
| Grün     | –                  | Platzierung in den Punkten                                       |
| Blau     | –                  | Klassifiziert außerhalb der Punkteränge                          |
| Violett  | DNF                | Rennen nicht beendet (did not finish)                            |
| Violett  | NC                 | nicht klassifiziert (not classified)                             |
| Rot      | DNQ                | nicht qualifiziert (did not qualify)                             |
| Rot      | DNPQ               | in Vorqualifikation gescheitert (did not pre-qualify)            |
| Schwarz  | DSQ                | disqualifiziert (disqualified)                                   |
| Weiß     | DNS                | nicht am Start (did not start)                                   |
| Weiß     | WD                 | zurückgezogen (withdrawn)                                        |
| Hellblau | PO                 | nur am Training teilgenommen (practiced only)                    |
| Hellblau | TD                 | Freitags-Testfahrer (test driver)                                |
| ohne     | DNP                | nicht am Training teilgenommen (did not practice)                |
| ohne     | INJ                | verletzt oder krank (injured)                                    |
| ohne     | EX                 | ausgeschlossen (excluded)                                        |
| ohne     | DNA                | nicht erschienen (did not arrive)                                |
| ohne     | C                  | Rennen abgesagt (cancelled)                                      |
| ohne     | keine WM-Teilnahme |                                                                  |
| sonstige | P/fett             | Pole-Position                                                    |
| sonstige | 1/2/3/4/5/6/7/8    | Punktplatzierung im Sprint-/Qualifikationsrennen                 |
| sonstige | SR/kursiv          | Schnellste Rennrunde                                             |
| sonstige | *                  | nicht im Ziel, aufgrund der zurückgelegten Distanz aber gewertet |
| sonstige | ()                 | Streichresultate                                                 |
| sonstige | unterstrichen      | Führender in der Gesamtwertung                                   |

## Verbleib nach der Saison
Ein Exemplar des RB8 ist im Hangar-7, einem Multifunktionsgebäude am Flughafen Salzburg, ausgestellt. Im Rahmen des Red Bull Formula Nürburgring, einem Show Event von Red Bull, fuhr David Coulthard mit einem RB8 über den Nürburgring und die Nordschleife.